# 美丽银杏蟹
美丽银杏蟹（学名：Actaea pulchella）为扇蟹科银杏蟹属的动物。分布于日本、墨吉群岛、锡兰、安达曼、新加坡、留尼汪岛、台湾岛以及中国大陆的广西、福建等地，生活环境为海水，主要栖息于珊瑚礁或石岸浅水中。